# Ангельберт I де Бриенн
Ангельберт I (фр. Engelbert Ier de Brienne; умер после 968) — первый граф Бриенна, основатель рода де Бриенн.
Согласно Флодоарду и Рихеру Реймскому, в 951 году братья Ангильберт и Готберт построили замок Бриенн, откуда совершали разбойничьи набеги на окрестные владения. В итоге король Западно-Франкского королевства Людовик IV взял замок после осады и разрушил его укрепления.
В 968 году Ангельберт упоминается с титулом графа Бриенна.
Имя и происхождение жены не известны. Дочь:
- Ингельтруда (умерла после 980), муж — Милон II, граф Тоннера.

Вероятно, внуком или правнуком Ангельберта I от неизвестных родителей был Ангельберт II — граф Бриенна в начале XI века. В генеалогиях последний называется сыном первого. Это возможно при следующих датах жизни:
- 935—990 Ангельберт I
- 970—1025 Ангельберт II